# Helberg (cràter)
Helberg és un cràter d'impacte que es troba just darrere de l'extremitat occidental de la Lluna, en la cara oculta. A causa de la libració, aquesta part de la superfície lunar apareix algunes vegades a la vista des de la Terra, i el cràter es pot observar sota condicions d'il·luminació adequades. No obstant això, fins i tot en aquestes circumstàncies el cràter es mostra lateralment i no es pot apreciar molt detall.

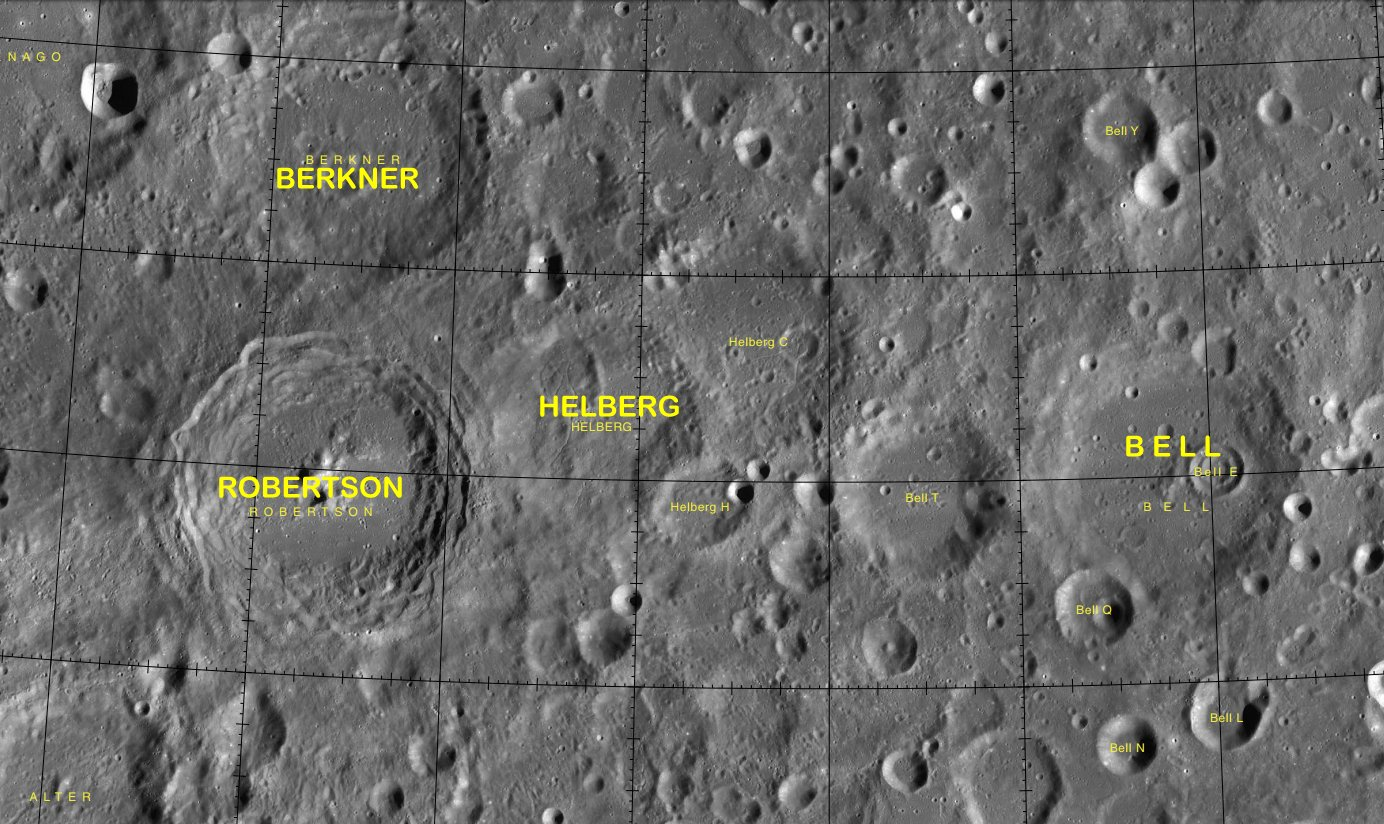
Localització de Helberg. Fotografia de la missió Lunar Reconnaissance Orbiter

Es tracta d'una formació erosionada, a la qual se superposen Helberg C pel costat est-nord-est i Helberg H al sud-est. El bord sud és una mica desigual, amb una zona d'intrusió al sud-oest. El sòl interior inclou les restes del brocal d'un antic cràter en l'extrem nord. Excepte per aquest detall, manca de trets característics.

## Cràters satèl·lit
Per convenció aquests elements s'identifiquen en els mapes lunars col·locant la lletra en el costat del punt central del cràter que està més proper a Helberg.
|         | \| Helberg \| Coordenades \| Diàmetre \| \| ------- \| -------------------------------------- \| -------- \| \| C \| 23° 24′ N, 100° 36′ O / 23.4°N,100.6°O \| 70 km \| \| H \| 21° 48′ N, 101° 12′ O / 21.8°N,101.2°O \| 29 km \| |          |
| Helberg | Coordenades | Diàmetre |
| C       | 23° 24′ N, 100° 36′ O / 23.4°N,100.6°O | 70 km    |
| H       | 21° 48′ N, 101° 12′ O / 21.8°N,101.2°O | 29 km    |

### Altres referències
- (WGPSN), IAU Working Group for Planetary System Nomenclature. «Gazetteer of Planetary Nomenclature. 1:1 Million-Scale Maps of the Moon» (en anglès).  UAI / USGS, 13-02-2013. [Consulta: 6 abril 2016].
- Andersson, L. E.; Whitaker, E. A.,. NASA Catalogue of Lunar Nomenclature (en anglès).  NASA RP-1097, 1982.
- Blue, Jennifer. «Gazetteer of Planetary Nomenclature» (en anglès).  USGS, 25-07-2007. [Consulta: 2 gener 2012].
- Bussey, B.; Spudis, P.. The Clementine Atlas of the Moon (en anglès).  Nueva York: Cambridge University Press, 2004. ISBN 0-521-81528-2.
- Cocks, Elijah E.; Cocks, Josiah C.. Who's Who on the Moon: A Biographical Dictionary of Lunar Nomenclature (en anglès).  Tudor Publishers, 1995. ISBN 0-936389-27-3.
- McDowell, Jonathan. «Lunar Nomenclature» (en anglès).   Jonathan's Space Report, 15-07-2007. [Consulta: 2 gener 2012].
- Menzel, D. H.; Minnaert, M.; Levin, B.; Dollfus, A.; Bell, B. «Report on Lunar Nomenclature by The Working Group of Commission 17 of the IAU» (en anglès). Space Science Reviews, 12, 1971, pàg. 136.
- Moore, Patrick. On the Moon (en anglès).  Sterling Publishing Co, 2001. ISBN 0-304-35469-4.
- Price, Fred W. The Moon Observer's Handbook (en anglès).  Cambridge University Press, 1988. ISBN 0521335000.
- Rükl, Antonín. Atlas of the Moon (en anglès).  Kalmbach Books, 1990. ISBN 0-913135-17-8.
- Webb, Rev. T. W.. Celestial Objects for Common Telescopes, 6ª edición revisada (en anglès).  Dover, 1962. ISBN 0-486-20917-2.
- Whitaker, Ewen A. Mapping and Naming the Moon (en anglès).  Cambridge University Press, 2003. 978-0-521-54414-6.
- Wlasuk, Peter T. Observing the Moon (en anglès).  Springer, 2000. ISBN 1-85233-193-3.